# Wilber Pan
Wilber Pan, noto anche con lo pseudonimo di Will Pan (潘瑋柏T, 潘玮柏S, Pān WěibóP; West Virginia, 6 agosto 1980), è un cantante, attore e conduttore televisivo taiwanese, nato negli Stati Uniti.
La sua carriera ha avuto inizio quando è stato scelto come conduttore dei programmi di Channel V.

## Biografia
Pan è cresciuto in West Virginia, USA, e all'età di sette anni si è trasferito a Taiwan dove ha frequentato la Taipei American School, diplomandosi nel 1999. A causa delle sue origini multirazziali, parla fluentemente sia il cinese che l'inglese tuttavia non è in grado di leggere e scrivere in cinese. Prima di intraprendere la sua carriera come attore e cantante, ha frequentato la California State Polytechnic University, a Pomona, negli Stati Uniti, ma ha abbandonato gli studi prima della laurea per accettare un'offerta che gli fu proposta dalla rete televisiva Channel V. Conserva ancora la doppia cittadinanza americana e taiwanese.
Il suo ultimo album, 007, è stato pubblicato nel 2009.
Attualmente è portavoce pubblicitario per la Coca-Cola e per la catena di supermercati taiwanesi Family Mart. Il suo progetto più recente è composto dalle riprese di un nuovo Drama taiwanese dal titolo Miss No Good, a fianco di Rainie Yang.

## Discografia

### Album
1. 20 dicembre 2002 - Gecko Stroll/壁虎漫步
2. 19 settembre 2003 - Pass Me The Mic/我的麥克風
3. 3 settembre 2004 - Wu Ha
4. 8 luglio 2005 - Gao Shou (Expert)/高手
5. 16 dicembre 2005 - Freestyle Remix/時尚混音酷樂 Freestyle Remix
6. 23 giugno 2006 - Fan Zhuan Di Qiu (Around the World)/反轉地球
7. 14 settembre 2007 - Play It Cool/玩酷
8. 18 luglio 2008 - Will's Future/Will's 未來式 (2 CD + DVD)
9. 29 maggio 2009 - 007
10. 14 gennaio 2011 - 808
11. 31 agosto 2012 - The Story of Billy/24個比利
12. 13 giugno 2014 - Crown & Clown/王者丑生

### Singoli
- Be with You (featuring Akon)

### Colonne sonore
- 2003 - 我的秘密花園電視原聲 Secret Garden Colonna sonora televisiva originale

Traccia 3 - 我不怕 Wo Bu Pa (I'm Not Afraid)
- 2003 - 心動列車電視原聲 Love Train Colonna sonora televisiva originale

Traccia 5 - How Are You
- 2006 - 天堂來的孩子電視原聲 The Kid from Heaven Colonna sonora televisiva originale

Traccia 4 - 我對天空說 Wo Dui Tian Kong Shuo (I Told the Sky)
- 2008 - 不良笑花 Miss No Good Colonna sonora televisiva originale

Traccia 1 - 夏日瘋 Xia Ri Feng (Summer Craze)

## Conduzioni televisive
- V式會社
- La Mode News (TVBS-G)